# Ptychochromoides betsileanus
Ptychochromoides betsileanus är en fiskart som först beskrevs av Boulenger, 1899.  Ptychochromoides betsileanus ingår i släktet Ptychochromoides och familjen Cichlidae. IUCN kategoriserar arten globalt som akut hotad. Inga underarter finns listade i Catalogue of Life.